# Poniatowo (powiat żuromiński)

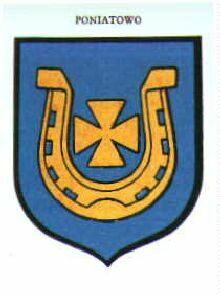
Nieoficjalny herb wsi Poniatowo

Poniatowo – wieś (dawniej miasto) w Polsce położona w województwie mazowieckim, w powiecie żuromińskim, w gminie Żuromin. Ma status sołectwa.
Miejscowość leży nad rzeką Wkrą, przy drodze wojewódzkiej nr 563 z Rypina do Żuromina, 3 km od Żuromina. Podczas okupacji naziści niemieccy zmienili nazwę wsi na Zollheim.
Miejscowość jest siedzibą rzymskokatolickiej parafii św. Floriana.
Poniatowo uzyskało lokację miejską przed 1520 rokiem, zdegradowane przed 1790 rokiem. 

## Części wsi
| SIMC    | Nazwa     | Rodzaj     |
| ------- | --------- | ---------- |
| 1060553 | Krukowiec | przysiółek |

## Historia
Początki osadnictwa w okolicy Poniatowa są datowane na XI – XII wiek. Było to osadnictwo puszczańskie, gdyż obszary te były pokryte gęstymi lasami i licznymi bagnami. Stwarzało to dogodne warunki dla żerowania i siedlisk zwierząt. Ponadto stanowiły poważny zasób gleb nadających się pod uprawę. W te niedostępne knieje leśne zapuszczali się myśliwi już w XI wieku w poszukiwaniu zwierząt futerkowych. Wysoki poziom rzeki Wkry umożliwiał im dalekie podróże. Oni to pierwsi skolonizowali te tereny, najpierw nad rzeką Wkrą, potem przenosili swoje siedziby w głąb puszczy.
Nazwę Poniatowo spotykamy w dokumencie z 1401 r., w którym biskup płocki Jakub z Korzkwi potwierdził przynależność tej miejscowości do parafii w Chamsku. Wioska ta była wówczas własnością podkomorzego ciechanowskiego Pomścibora, protoplasty rodu Chamskich, i pozostała własnością jego potomków do połowy XVII w.
Miasto Poniatowo liczyło 200 mieszkańców, w XVII w. 701, w XVIII w. 400 mieszkańców. Zaczął rozwijać się przemysł, zbudowano gorzelnię, browar, odlewnię żelaza, tartak i młyn wodny. Mimo to w drugiej połowie XVIII w. Poniatowo utraciło prawa miejskie.
Liczba mieszkańców z roku 1825 wzrosła z 400 do 715 osób, a w 1961 roku wieś liczyła 810 mieszkańców, głównym zajęciem ludności była i jest uprawa ziemi.